# Mariusz Drohomirecki
Mariusz Drohomirecki (ur. 1958 w Prudniku) – malarz związany z krakowskim środowiskiem artystycznym.

## Życiorys
Mariusz Drohomirecki studiował na Akademii Sztuk Pięknych w Krakowie. Dyplom w zakresie malarstwa obronił w 1995 roku w pracowni prof. Jana Szancenbacha. Obecnie mieszka i tworzy w Szczebrzeszynie. Tworzy w technice olejnej. Do jego ulubionych tematów należą pejzaże: studia przyrody śródziemnomorskiej oraz widoki Krakowa. Artysta maluje także martwe natury. W jego dorobku znajduje się wiele prac przedstawiających krakowskie ulice z lotu ptaka. Dlatego też o Drohomireckim mówi się, że jest „jedynym malarzem, który zna wszystkie dachy Krakowa”.
W swojej twórczości artysta dąży do wykorzystania możliwości, jakie dają odpowiednie zestawienia barwne oraz faktura malatury. Efekty kolorystyczne pełnią w jego malarstwie rolę dużo ważniejszą niż rysunek. Mariusz Drohomirecki najczęściej maluje w plenerze. Studia z natury przedkłada nad pracę w zamkniętym atelier.

## Wybrane wystawy
- 2018 – „Natura rzeczy”, Galeria Sztuki ATTIS
- 2017 – Wystawa malarstwa. Radzyminie Miejska sala koncertowa.
- 2016 – „Pamiętnik z podróży...”, Muzeum sztuki Satu Mare
- 2015 – Wystawa grupy KRoma, Muzeum Sztuki Współczesnej Baia Mare
- 2013 – Trzy plenery, Galeria Sztuki ATTIS, Kraków
- 2004 – Prudnik, Muzeum Ziemi Prudnickiej
- 2002 – Kraków, Galeria Piano Nobile
- 2000 – Muzeum Sztuki Współczesnej, Radom
- 1999 – Galeria Malarstwa Zamek (wspólnie z Mariuszem Dudkiem), Moszna
- 1995 – Grotta Nobile, Kraków.